# 京都町奉行
京都町奉行（きょうとまちぶぎょう）は、江戸幕府が京都に設置した遠国奉行の一つ。老中支配であるが、任地の関係で実際には京都所司代の指揮下で職務を行った。東西の奉行所が設置され、江戸町奉行と同様に東西1か月ごとの月番制をとった（ただし、奉行所の名称は江戸・大坂とは違い、東御役所・西御役所と呼ばれていた）。京都郡代から分離する形で寛文8年12月8日（1669年1月10日）に設置された。

## 概要
江戸幕府成立以来、京都とその周辺の行政は京都所司代および京都郡代が管轄していたが、その職務が過重となってきたために、京都郡代を経済・財政部門を扱う京都代官に改め、それまで京都郡代が担当していた京都とその周辺（山城・丹波・近江・大和）の裁判および幕府領に関する行政の権限については、万治3年11月22日（1660年12月24日）に小出尹貞が執り行うことになった（『万治日記』）。ただし、当時はまだ京都町奉行にあたる役職がなかったために小出は定数外の伏見奉行として派遣されて、前京都郡代の役宅に入っている。寛文5年6月25日（1665年8月6日）に小出が死去すると、同年8月6日（1665年9月14日）宮崎重成と雨宮正種の2名に小出の後任を命じられ、翌寛文6年3月11日（1666年4月15日）には伏見奉行水野忠貞が兼ねていた畿内5か国・近江・丹波・播磨の奉行職を免じられて両名に移管された（なお、水野の伏見奉行辞任は寛文9年（1669年）である）。さらに寛文8年（1668年）に入ると、京都所司代牧野親成の退任も決まり、これを機に所司代が担当していた京都市中に対する民政部門を統合して京都町奉行が成立し、宮崎は初代東町奉行・雨宮は初代西町奉行となった。
老中支配であるが、任地の関係で京都所司代の指揮下で職務を行った。京都町政の他畿内幕府領および寺社領の支配も行うため、寺社奉行・勘定奉行・町奉行の3奉行を兼ねたような職務であった。定員は2名。役高は1500石で、役料として現米600石が支給された。配下には与力20騎と同心50人が付いた。
前述のように京都の行政・裁判の他、周辺4か国の裁判・幕府領の行政および寺社領の支配（ただし、門跡寺院は除く）を行った。また、享保7年（1722年）には大津奉行の職務を統合して大津の支配も行った。役高は1500石・現米600石が支給された。また、就任にあたり従五位下に叙任されることになっていた。東西それぞれに与力20騎と同心50人が付いていたが、享保年間から元文年間にかけて、
- 訴訟の受付と市中警備を担当する番方
- 闕所された財物の処分を入札監督などを担当する闕所方
- 制札や各種証明書の発給や宗門改・鉄砲改・浪人改を行う証文方
- 建築の届出・確認や道路管理などの都市計画を行う新家方
- 奉行所内外の監察業務を行う目付（後に新家方を統合して目付方とも）
- 奉行所内の会計・公的な入札業務および幕府領の年貢収納を行う勘定方
- 一般の刑事・行政を扱う公事方
- 賀茂川の管理を行う川方

といった担当部門に分離されてそこに与力・同心が配置されるようになる。さらに時代が下ると、腐敗した朝廷の口向（経理）を監督するための「御所向御取扱掛」（安永3年（1774年）設置、奉行が兼務）や京都市街の無秩序な拡大を防止して適正な町割をするための「新地掛」（文化10年（1813年）設置、与力が兼務）などの新たな職掌が生まれ、これに対応するために与力の嫡子を見習名目で職務に当たらせて給銀だけを与えることで与力の数を事実上増員したり、本来は町役人の元締であった町代に事務業務を委任したりするようになった。
慶応3年12月13日（1868年1月7日）に、新政府の命令によって京都所司代とともに廃止された。その後、東町奉行所は京都市中取締所、西町奉行所は内国事務局の民政役所として利用された。

## 京都町奉行の一覧

### 東町奉行
- 宮崎重成（1665年 - 1673年）
- 前田直勝（1673年 - 1692年）
- 松前嘉広（1692年 - 1697年）
- 安藤次行（1697年 - 1712年）
- 山口直重（1712年 - 1721年）
- 河野通重（1721年 - 1724年）
- 小浜久隆（1725年 - 1727年）
- 長田元隣（1727年 - 1732年）
- 向井政暉（1732年 - 1739年）
- 馬場尚繁（1739年 - 1746年）
- 永井尚方（1746年 - 1752年）
- 土屋正方（1752年 - 1753年）
- 小林春郷（1753年 - 1766年）
- 石河政武（1766年 - 1770年）
- 酒井忠高（1770年 - 1774年）
- 赤井忠晶（1774年 - 1782年）
- 丸毛政良（1782年 - 1787年）
- 池田長恵（1787年 - 1789年）
- 菅沼定喜（1789年 - 1797年）
- 松下保綱（1797年 - 1800年）
- 森川俊尹（1800年 - 1808年）
- 小長谷政良（1808年 - 1812年）
- 佐野康貞（1813年 - 1819年）
- 牧義珍（1819年 - 1825年）
- 神尾元孝（1825年 - 1829年）
- 小田切直昭（1829年 - 1831年）
- 深谷盛房（1831年 - 1836年）
- 梶野良材（1836年 - 1838年）
- 石河政平（1838年）
- 本多紀意（1838年 - 1841年）
- 松平信敏（1841年 - 1843年）
- 伊奈斯綏（1843年 - 1848年）
- 明楽茂正（1849年 - 1850年）
- 河野通訓（1850年 - 1853年）
- 岡部豊常（1853年 - 1859年）
- 大久保忠寛（1859年）
- 水野忠全（1859年）
- 関行篤（1859年 - 1861年）
- 大久保忠董（1861年 - 1862年）
- 永井尚志（1862年 - 1864年）
- 池田長発（1863年）
- 小栗政寧（1864年 - 1865年）
- 菊池隆吉（1864年）
- 長井昌言（1865年）
- 大久保忠恕（1865年 - 1867年）

### 西町奉行
- 雨宮正種（1665年 - 1671年）
- 能勢頼宗（1672年 - 1678年）
- 井上正貞（1679年 - 1689年）
- 小出守里（1690年 - 1696年）
- 滝川具章（1696年 - 1702年）
- 水野勝直（1696年 - 1699年）
- 水谷勝阜（1699年 - 1705年）
- 中根正包（1705年 - 1714年）
- 諏訪頼篤（1714年 - 1723年）
- 本多忠英（1723年 - 1737年）
- 嶋正祥（1737年 - 1740年）
- 三井良共（1740年 - 1749年）
- 稲垣正武（1749年 - 1756年）
- 松前順広（1756年 - 1764年）
- 太田正清（1764年 - 1772年）
- 長谷川宣雄（1772年 - 1773年）
- 山村良旺（1773年 - 1778年）
- 土屋正延（1778年 - 1784年）
- 山崎正祥（1784年 - 1788年）
- 井上良恭（1788年 - 1791年）
- 三浦正子（1791年 - 1799年）
- 曲淵景露（1799年 - 1806年）
- 牧野成傑（1806年 - 1811年）
- 三橋成方（1811年 - 1815年）
- 松浦忠（1815年 - 1820年）
- 曾我助弼（1820年 - 1823年）
- 須田盛昭（1823年 - 1827年）
- 松平定朝（1827年 - 1835年）
- 佐橋佳富（1835年 - 1840年）
- 柴田康直（1840年 - 1842年）
- 田村顕彰（1842年 - 1846年）
- 水野重明（1846年 - 1852年）
- 浅野長祚（1852年 - 1858年）
- 小笠原長常（1858年 - 1860年）
- 原清穆（1860年 - 1862年）
- 滝川具知（1862年 - 1864年）
- 滝川元以（1864年 - 1866年）
- 遠山資尹（1866年 - 1867年）
- 高力忠良（1867年）